# Emma Bull
Emma Bull, född 13 december 1954, är en amerikansk science fiction- och fantasyförfattare. Bland hennes romaner finns den Hugo- och Nebula-nominerade Bone Dance och urban fantasy-romanen War for the Oaks. Hon är också känd för en serie antologier som utspelar sig i Liavek, ett delat universum som hon skapade med sin man, Will Shetterly. Som sångerska, låtskrivare och gitarrist har hon varit medlem i de Minneapolis-baserade folk-/rockbanden Cats Laughing och The Flash Girls.

## Biografi
Emma Bull föddes i Torrance i Kalifornien. Hon gick på Beloit College i Wisconsin och tog examen 1976 med en examen i engelsk litteratur. Efter examen arbetade hon ett tag som journalist och grafisk formgivare. 
Emma Bulls mest kända roman är War for the Oaks, ett av de banbrytande verken inom urban fantasy. 

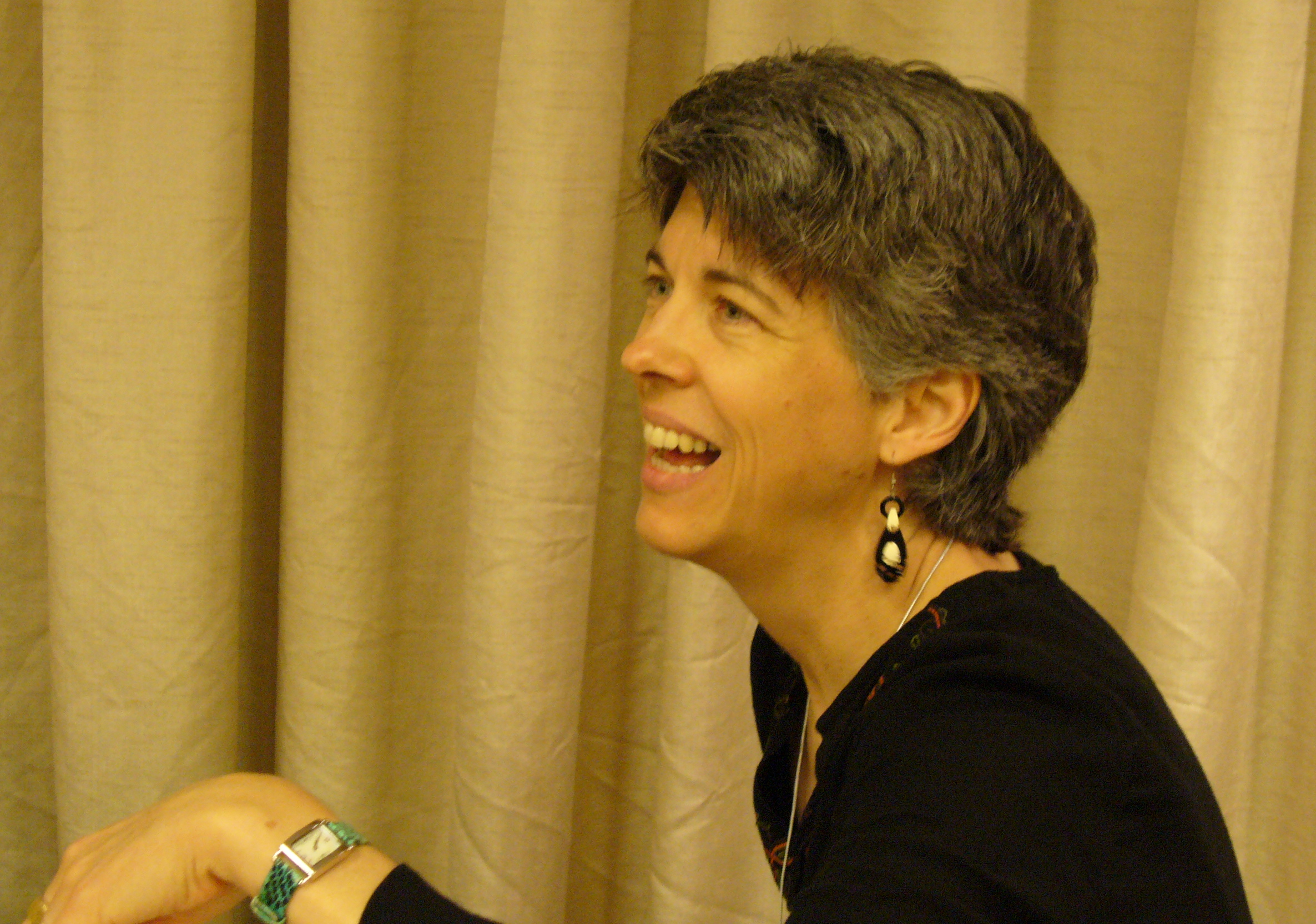
Emma Bull på Wiscon, 2006.

Hennes postapokalyptiska science fiction-roman Bone Dance 1991 nominerades till Hugopriset, Nebulapriset och World Fantasy Award-priset. Hon var medlem av skrivargruppen The Scribblies, liksom hennes man, Will Shetterly, Pamela Dean, Kara Dalkey, Nate Bucklin, Patricia Wrede och Steven Brust . 
Tillsammans med Steven Brust skrev Bull Freedom and Necessity (1997), en brevroman som utspelar sig under 1800-talets chartiströrelse i Storbritannien och Irland. 

### Delade universum

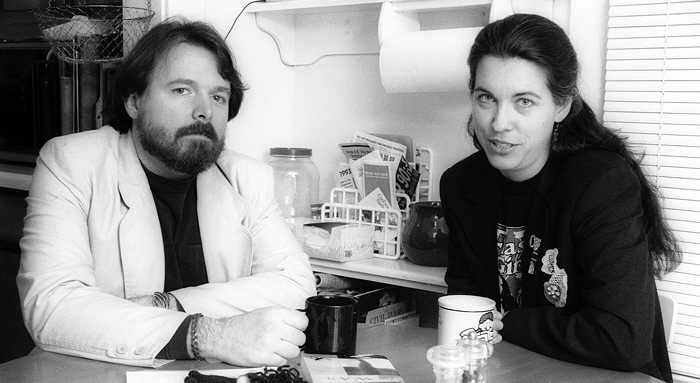
Will Shetterly och Emma Bull (1994).

Bull och Shetterly skapade Liaveks universum, i vilket vilket de båda har skrivit berättelser. Det finns fem Liavek-samlingar.
Bull har också deltagit i Terri Windlings delade universum Borderland, där hennes roman Finder från 1994 utspelar sig.

### Musik

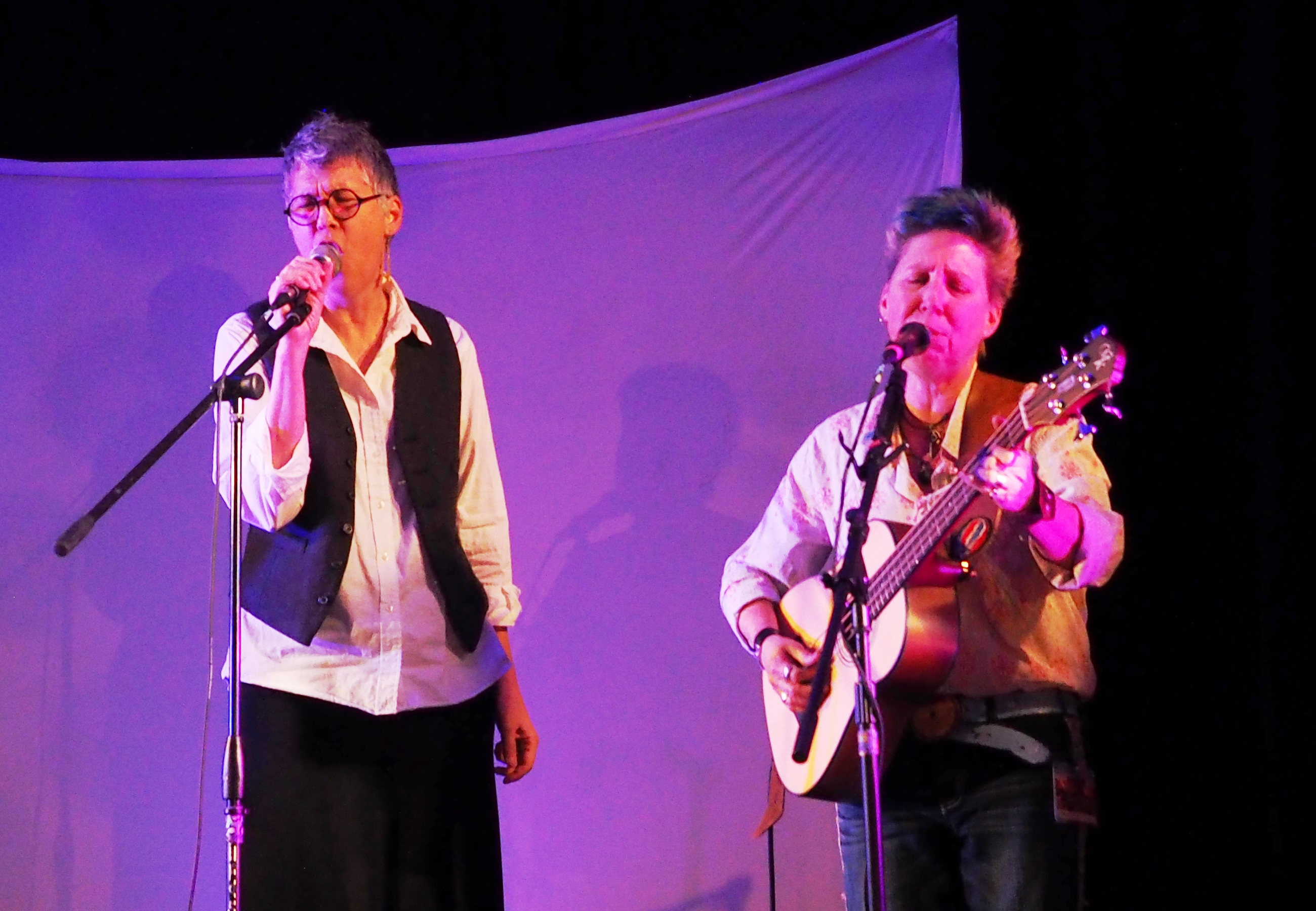
Emma Bull och Lojo Russo vid en Cats Laughing-återföreningskonsert, april 2015.

I slutet av 1980-talet och början av 1990-talet sjöng Bull i det Minneapolis-baserade rock-folkbandet Cats Laughing. Hon återförenades också med bandet för två konserter 2015, inklusive en återföreningsshow på science fiction-kongressen Minicon 50.  Bull medverkar på Cats Laughings två studioalbum och på live-CD:n och återföreningskonsert-DVD:n Cats Laughing: A Long Time Gone (2016).  
Från början av 1990-talet till 2001 sjöng var Bull sångare och gitarrist i "goth-folk"-duon The Flash Girls, med vilka hon spelade in tre album.

### Manusförfattande
Bull skrev ett manus till War for the Oaks, som gjordes till en 11-minuters kortfilm designad för att se ut som en filmtrailer. Hon gjorde ett cameoframträdande som drottningen av Seelie Court, och Will Shetterly regisserade.  Hon är exekutiv producent och en av författarna för Shadow Unit,  tillsammans med Shetterly, Elizabeth Bear, Sarah Monette och Amanda Downum .

### Romaner
- War for the Oaks (1987)
- Falcon (1989)
- Bone Dance (1991; nominerad till Hugopriset, Nebulapriset och World Fantasy Award)
- Finder (1994)
- The Princess and the Lord of Nigh (1994)
- Freedom and Necessity (1997, med Steven Brust )
- Territorium (juli 2007)

### Antologier
- Liavek (1985, Ace Books, redigerad med Will Shetterly)
- Liavek: The Players of Luck (1986, Ace Books, redigerad med Will Shetterly)
- Liavek: Wizard's Row (1987, Ace Books, redigerad med Will Shetterly)
- Liavek: Spells of Binding (1988, Ace Books, redigerad med Will Shetterly)
- Liavek: Festival Week (1990, Ace Books, redigerad med Will Shetterly)

## Diskografi
Med Cats Laughing:
- Bootleg Issue (1988)
- Another Way to Travel (1990)
- A Long Time Gone (2016)

Med Flash Girls:
- The Return of Pansy Smith and Violet Jones (1993)
- Maurice and I (1994)
- Spela Every Morning Wild Queen (2001)

## Prisnomineringar
- Nominerad, 1988 Mythopoeic Fantasy Award för War for the Oaks
- Nominerad, 1991 Philip K. Dick Award, bästa roman för Bone Dance
- Nominerad, 1992 World Fantasy Award, bästa roman för Bone Dance
- Nominerad, 1992 Hugo Award, bästa roman för Bone Dance
- Nominerad, 1992 Nebula Award, bästa roman för Bone Dance
- Nominerad, 1993 Nebula Award, bästa novell för "Silver or Gold"
- Nominerad, 2008 World Fantasy Award, bästa roman för Territory
- Nominerad, 2014 Cando Award, bästa roman för "Territory"